# Чернігівські хутори
Чернігівські хутори — колишній населений пункт, хутір Чернігівського району Запорізької області.

## Історія
З початку заснування Чернігівки на берегах річки Сисикулак, що протікає по однойменній балці, на схід від Чернігівки розміщувалися хутори селян Чернігівки. У 1864 році там у 17 будинках проживало 89 чоловіків та 76 жінок. Пізніше, на початку XX століття хутори ввійшли до складу с. Сисикулак.